# Ojiya
Ojiya (japanska: 小千谷市?, Ojiya-shi) är en stad i Niigata prefektur i Japan. Staden fick stadsrättigheter 1954.